# Тас Хыз

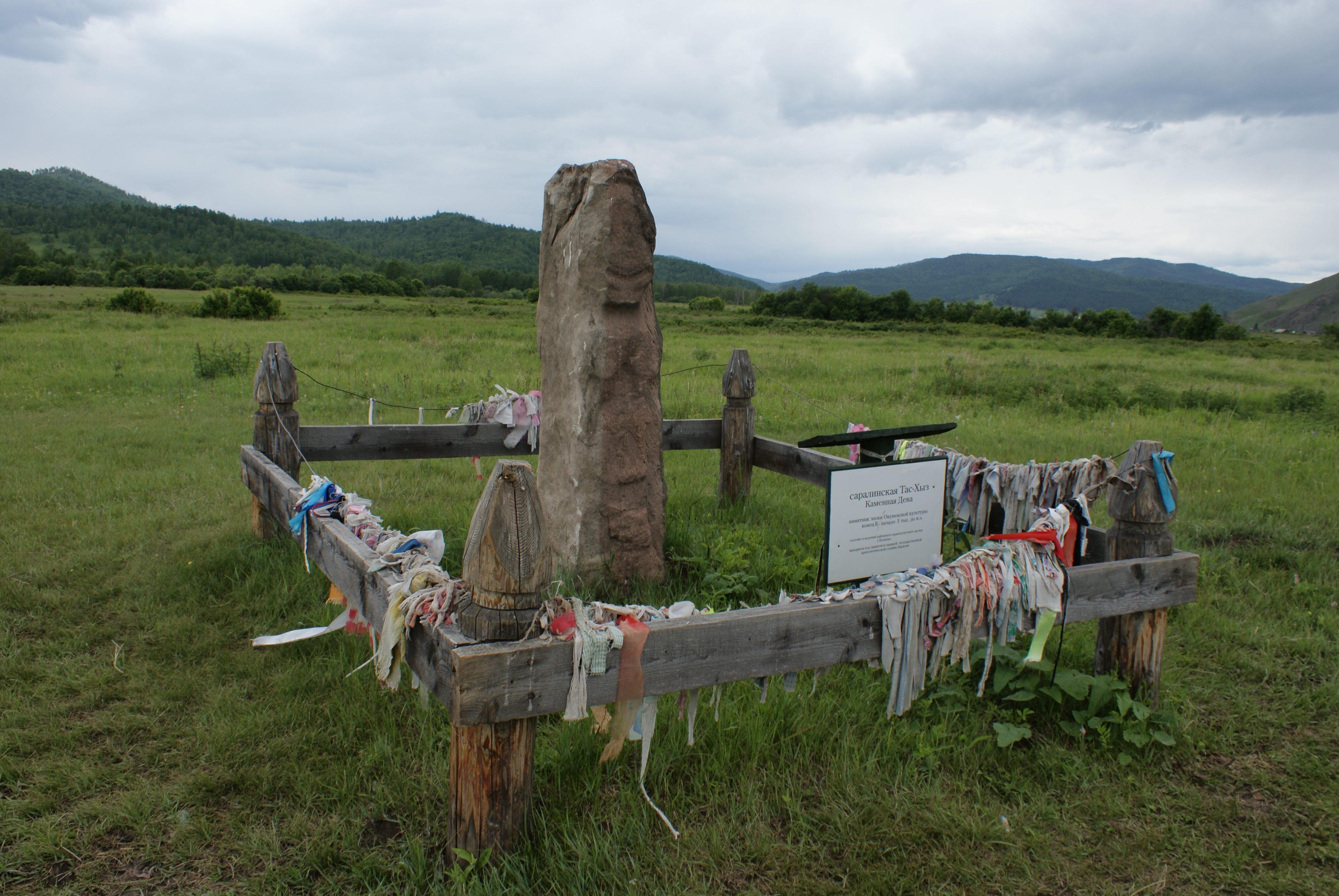
Саралинская Тас Хыз

Тас Хыз (хак.), Кыс Таш, что означает Каменная Дева или Девица Камень — монументальные каменные скульптуры, памятники окуневской культуры конца III — начала II тысячелетия до н. э.
Называют «Кичик Куртьяк» — «Малые Куртуяки» (сравненительно с Улуг Хуртуях тас), различают по месту нахождения стела «Есинская Хыс Тас» или называют ещё «Усть-Есинской Кыс-Таш» или «Маленькая Старуха Камень» и изваяние «Саралинская Хыс Тас».
Анализу проблемы датировки каменных изваяний, методам анализа и интерпретации, социальной функции, семантики основных изображений окуневских стел посвящено немало работ. Издан каталог, включающий описание и рисунки 300 памятников.

## Есинская стела Хыс тас
Стела Хыс тас «Каменная девица № 16» согласно каталогу. На лицевой стороне изображена поясная женская фигура, туловище которой пересечено едва заметными поперечными линиями. Главная её особенность — фронтальное реалистичное изображение продолговатого женского лица с заостренным подбородком, прямым носом, с распущенными на две стороны длинными волосами, занимающее почти половину камня. По левую сторону лика угадываются три круглых кольца. С этой же стороны у плеча располагается силуэтно выбитая и прошлифованная фигура безрогого быка, выполнена позже основного изображения. Ниже имеется ещё одна фигура животного более плохой сохранности. На обратной стороне камня полузатертые неопределенные изображения. Нижний конец отбит. Камень красный песчанник. 67х70х12 см. Привезена Клеменец Д. А. с реки Абакан и хранится в Хакасском Краеведческом Музее.
Впервые стела Хыс тас «Каменная девица № 16» обнаружена и прорисована в экспедиции Мессершмита Д. Г. и Страленберга Ф. И. на реке Есь в 1722 в 2 км к западу от современного села Усть-Есь (Аскизский район)
Проявили интерес к изваяниям Миллер Г. Ф. и Гмелин И. Г. в 1739, Паллас П. С. в 1788, Фальк И. П. , Кастрен М. А. , Аспелин И. Р. .
В 1881 году Статский Советник Пестов Иван Семенович привел подробное описание каменных изваяний и описал Камень-Девицу:
лежит головой вниз в трех верстах от камня Куртьяк Таш, по реке Абакану вверх, недалеко от известных по древним начертаниям курганов.Пестов И.С., Записки об Енисейской Губернии Восточной Сибири. 1881
Из последующих академических экспедиций известны прорисовки стелы по по Грязнову М. П. и Шнайдеру Э. Р. в 1921—1925, Аппельгрену-Кивало Я. в 1931, по Вадецкой Э. Б. в 1963, изучали стелу Формозов А. А. 1969, Кызласов Л. Р. 1986, современная прорисовка Н. В. Леонтьев, В. Ф. Капелько, Ю. Н. Есин.
По словам Радлова В. В. тогда Мессершмит отмечал, что изваяния:
находились тут уже задолго до киргизов ...ни отцы, ни праотцы их не знали, какие народы воздвигли здесь эти камниРадлов В.В., 1894

## Саралинское изваяние Хыс тас
Расположена в районе села Сарала Орджоникидзевского района Хакасии. Представляет собой 3-метровый менгир из серовато-розового девонского песчаника, с ясно различимыми грубым подбородком, остатками шапки-короны над головой, присутствуют явные признаки женского пола, и наличие в основании изображения так называемого «Земного Дитя».
В 1881 году по описанию Пестова И. С.:
Кысъ ташъ (девица камень) На нем сверху иссечено грудное изображение женщины или бюст, на правой стороне двугорбый верблюд, младенец с острою на голове шапочкою и опять верблюд, на левой стороне несколько верблюдов один за другим, с расчёсанными правильно на обе стороны волосамиПестов И.С., Записки об Енисейской Губернии Восточной Сибири. 1881
Липским стела Тас Хыс была доставлена в коллекцию Хакасского краеведческого музея.
Изваяние вновь восстановлено в 2004 году. Состоит в ведении районного краеведческого музея села Копьёво. Находится под охраной государственной археологической службы Хакасии.

## Изваяние Хыс тас с озера Чёрное
Изваяние Хыс тас № 36 согласно каталогу, с озера Чёрное, Ширинский район. Находилось на пашне в одном километре севернее улуса Патанков и в 300 метрах к северо-востоку от горы Хызыл хас. В середине камня на его узкой грани изображен лик божества яйцевидной формы. Ниже него высечена женская грудь и «беременный» живот. На голове божества показаны большие рога быка и два наконечника копья. Между ними расположена вертикальная фигура в виде столпа со схематичной головой рогатого хищника на нижнем конце. Красновато -коричневый песчаник, 270х80х40 см. Вывезена Липским А. Н. в Хакасский Краеведческий Музей .

## Изваяние Хыс тас поселка Полтаков
Изваяние Хыс тас № 96 согласно каталогу, на полях поселка Полтаков Аскизского района, Хакасии, открыто Павловым П. Г. в 1988 при раскопках могильника Ар — Хая. Находилась в 2-3 км выше устья реки Есь по дороге в село Таштып. Необычной Г-образной формы с намеченными волосами, узорчатые «ленты» по плечам и орнаментированная подпрямоугольный в виде сумки на правом боку изваяния, расположенными друг над другом кольцами — серьгами и дополнительной личиной на месте живота. У изображения личины в нижней части камня поверхностная корка камня утрачена. Красный песчанник, 200х25х45 см. Вывезена Липским А. Н. в Хакасский Краеведческий Музей в 1953.